# 水色の時
『水色の時』（みずいろのとき）は、1975年（昭和50年）4月7日から10月4日まで放送されたNHK連続テレビ小説第15作。

## 特徴
長野県松本市と安曇野を舞台に、医大生を目指すヒロインと看護婦の母という親子の交流を通して家族のあり方を見つめる作品で、
本作より歴代の連続テレビ小説の放送期間が半年体制となっている。
脚本の石森史郎によると、ヒロインオーディションの最終選考に残ったのは15人で、NHKサイドはある一人をほぼ決めかけていたが、石森が作風に合うと感じた大竹しのぶを強く推して覆ったという。
スタジオ収録はVTR収録で松本及び近郊でのロケはフィルム収録であった。石森が映画のシナリオライターであることや新人女優であった大竹の魅力を出すためである。
1975年の平均視聴率は40.1%、最高視聴率は46.8%（関東地区、ビデオリサーチ調べ）。

## キャスト
松宮知子
演 - 大竹しのぶ
ヒロインで、松宮家の長女。
松宮房子
演 - 香川京子
知子の母・看護婦
松宮善市
演 - 米倉斉加年
知子の父・民俗資料館の学芸員
松宮俊彦
演 - 佐久田修
松宮家の長男で、知子の長弟
松宮克彦
演 - 宮田真
松宮家の次男で、知子の次弟
岩沼隆一郎
演 - 大滝秀治
岩沼隆
演 - 市丸得男
今泉晋松
演 - 巖金四郎
今泉恭子
演 - 原田美枝子
晋松の娘
隅谷吾郎
演 - 篠田三郎
隅谷牧子
演 - 岩崎加根子
吾郎の母
水島三樹子
演 - 松本留美
吾郎の友人の姉
水島はる子
演 - 斎藤美和
三樹子の母
平塚まり
演 - ちあきなおみ
平塚浩介
演 - 神有介
平塚文治
演 - 今福正雄
平塚光恵
演 - 冨田恵子
内田加代
演 - 三崎千恵子
内田大介
演 - 日の下金太郎
春々亭久里丸
演 - 柳家小さん
噺家、本名・内田賢作
高山昌之
演 - 丹波義隆
その他
演 - 奈良岡朋子

## スタッフ
- 作 - 石森史郎[9]
- 音楽 - 桑原研郎[9]
- 演奏 - 東京室内楽協会
- 主題歌 - 「白い風よ」（作詞 - 石森史郎、作曲 - 桑原研郎、編曲 - 竜崎孝路、歌 - 桜田淳子／ビクターレコード）
- 語り - 岸田今日子[9]
- 演出 - 深町幸男[9]、江口浩之
- 制作 - 成島庸夫[9]
- 美術 - 小池晴二[9]
- 技術 - 加藤多満喜[9]
- 効果 - 広瀬洋介[9]
- 撮影 - 益子広司[9]

## 映像の現存状況
放送当時は普及型家庭用ビデオテープレコーダが発売される前で、オープンリール型ビデオは100万円前後と高価であったため、一般家庭にはほとんど普及しておらず（企業などが業務用に購入していた）、NHKに現存しているのは2インチVTRで第1回と最終回（1インチVTRは導入されなかった）、発掘企画で回収された9本と計11本が保存されている。
放送ライブラリーでは第1回が公開。

## 関連文献
- 石森史郎『「水色の時」ノート : ひたむきな青春像を求めて』実業之日本社、1975年7月10日。